# Cagnotte
Cagnotte là một xã trong tỉnh Landes ở Aquitaine tây nam nước Pháp

## Biến động dân số
| 1962                                         | 1968 | 1975 | 1982 | 1990 | 1999 | - | - | - |
| -------------------------------------------- | ---- | ---- | ---- | ---- | ---- | - | - | - |
| 499                                          | 457  | 441  | 472  | 506  | 525  | - | - | - |
| Số liệu kể từ 1962 : dân số không tính trùng |      |      |      |      |      |   |   |   |